# Middag kl. 8
Middag kl. 8 är en komedipjäs från 1932 av George S. Kaufman och Edna Ferber. Pjäsen hade världspremiär den 22 oktober 1932 vid Music Box Theatre i New York. 

## Roller
- Millicent Jordan
- Paula Jordan
- Carlotta Vance
- Oliver Jordan
- Dr. J. Wayne Talbot
- Dan Packard
- Max Kane
- Larry Renault
- Kitty Packard
- Lucy Talbot

## Uppsättningar i urval
- 1932  - Music Box Theatre med Ann Andrews i rollen som Millicent Jordan.
- 1933  - Vasateatern där Gösta Ekman regisserade Signe Kolthoff i huvudrollen som Millicent Jordan.
- 1966  - Alvin Theatre med June Havoc i rollen som Millicent Jordan och Walter Pidgeon som Oliver Jordan.
- 2002  - Lincoln Center Theater med Christine Ebersole som Millicent Jordan och James Rebhorn i rollen som Oliver Jordan.

## Filmatiseringar
- 1933 - Middag kl. 8, amerikansk film i regi av George Cukor, med Billie Burke som Millicent Jordan och Lionel Barrymore som Oliver Jordan.